# Simulation Theory World Tour
Tournées par Muse
The Drones Tour
(2015—2017) Will of the People World Tour
(2022—2023)
Simulation Theory World Tour est la tournée promotionnelle du huitième album du groupe de rock britannique Muse, Simulation Theory correspondant à la tournée des 25 ans de carrière du groupe. Quarante-et-une villes sont annoncées le 5 novembre 2018. Vingt-deux pour l'Europe et dix-neuf pour l'Amérique. La tournée débute le 22 février 2019 à Houston et se clôturera le 15 octobre 2019 à Lima, au Pérou.
Les noms des premières villes qui accueilleront la tournée sont dévoilés le 27 septembre 2018 lors de la publication du single Pressure. La tournée est quant à elle entièrement dévoilée le 5 novembre à 15 heures, heure française. Elle est organisée en 2019 et divisée en deux parties ; une première tournée nord-américaine de 21 villes avec une première date à Houston le 22 février 2019 puis une seconde tournée européenne de 26 villes en deux parties. Entre début et mi-2019, une troisième tournée est annoncée en Amérique Latine dans 6 villes pour clore la tournée. En France, le groupe passera par trois villes françaises, au Stade de France de Paris pour deux dates, au Matmut Atlantique de Bordeaux et au Stade Vélodrome de Marseille. Venant pour la cinquième et sixième fois au Stade de France, il s'agit du stade le plus visité par le groupe, et ce dernier est le troisième artiste à y avoir joué le plus de fois (derrière Johnny Hallyday avec 10 fois et U2 avec 7 fois, et devant The Rolling Stones avec 5 fois). Lors de la promotion de l'album, le groupe dévoile un par un les festivals de 2019.
Quelques dates de pré-tournée ont lieu comme une date au mythique Royal Albert Hall de Londres le 3 décembre 2018.
A Travers le 55 dates reportées en 2019, le Simulation Theory World Tour à vendu 1.3 Millions de tickets pour $102.3 Millions de recette.

## Annonce
Le groupe annonce la tournée de plusieurs courts extraits sur sa chaîne YouTube. D'autres courts extraits de la tournée ou d'images de la tournées seront postés durant la tournée sur la plateforme de vidéos et sur leurs réseaux sociaux. Lors de l'annonce des dates de la tournée, le groupe propose un pack Enhanced Experience avec l'achat d'une place de concert. Il s'agit d'un lot incluant une offre permettant de jouer à trois jeux vidéo en réalité virtuelle, des jeux d'arcade créés autour de l'univers de l'album (avec Microsoft), des posters exclusifs, un accès favorisé au 15 premiers rangs de la fosses lors des concerts et une lunch box Thought Contagion.
Un enregistrement public a été fait lors des deux nuits à la O₂ Arena de Londres. Cet enregistrement sortira en 2020 dans les salles de cinéma tout comme leur précédent enregistrement live, le Drones World Tour.

## Scène
La scène, les figurants et les jeux de lumières sont axés sur le thème rétrofuturiste de l'album, il y a donc beaucoup de néons et de couleurs flashy (souvent rose et turquoise) utilisés. D'ailleurs, Matthew Bellamy porte durant de nombreux moments du concert des lunettes à néons, parfois aussi il porte une veste avec LED dans le dos et sur les bras.
Dans une interview accordée à la radio italienne Deejay en novembre 2018, Matthew Bellamy annonce la présence sur scène d'une vingtaine de musiciens pour accompagner le concert. Ces musiciens sont aussi des danseurs qui auront accompagné le groupe pendant tous les concerts de la tournée.  
Lors du Metal Medley (voir liste des chansons ci-dessous), un robot gonflable en caoutchouc d'une hauteur de 16 mètres s'élève derrière le groupe. Ce robot gonflable se nomme Murph, il est articulé ; d'ailleurs au début The Handler, il pose même sa main sur Matthew Bellamy qui est alors accroupi, montrant un signe de domination, en référence aux paroles de la chanson. D'ailleurs, ce robot aura fait plusieurs apparitions sur l'écran géant de la scène avant sa véritable arrivée : durant [Drill Sergeant] (avant Psycho) où le sergent de la version album est remplacé par une voix plus grave et robotisée (celle de Murph), Pray où le robot se construit, Unsustainable où la marionnette géante brise sa cage, et STT Interstitial 1. 
Un autre personnage notable de cette tournée est The Power Glove ; il s'agit du gant lumineux rappelant celui de Thanos que Matthew Bellamy porte au tout début du concert. 
Durant Pray, Dominic Howard et Christopher Wolstenholme jouent sur de gros tambours de part et d'autre de la scène principale. À la fin de Algorithm, Matthew Bellamy retourne sur la scène principale, passant entre les Muse Dancers, joue un court moment sur une borne d'acarde aux images du clip de Dig Down, puis la débranche quand la chanson se termine, les lumières s'éteignant en même temps pour laisser place à STT Interstitial 3, durant laquelle seule une lumière rouge apparaît en circulant le long de la scène B.

## Liste des chansons
1. Algorithm (Alternate Reality version) (raccourcie, extrait de Simulation Theory, 2018)
2. Pressure (extrait de Simulation Theory, 2018)
3. Drill Sergeant + Psycho (extrait de Drones, 2015)
4. Break It to Me (extrait de Simulation Theory, 2018)
5. Uprising (rallongée, extrait de The Resistance, 2009)
6. Propaganda (extrait de Simulation Theory, 2018)
7. Plug in Baby (rallongée, extrait de Origin of Symmetry, 2001)
8. Pray (High Valyrian) (chanson de Matthew Bellamy, chant sur enregistrement)
9. The Dark Side (extrait de Simulation Theory, 2018)
10. Supermassive Black Hole (extrait de Black Holes and Revelations, 2006)
11. Thought Contagion (extrait de Simulation Theory, 2018)
12. Interlude + Hysteria (extrait de Absolution, 2003)
13. The 2nd Law: Unsustainable (extrait de The 2nd Law, 2012)
14. Dig Down (Acoustic Gospel Version) (extrait de Simulation Theory, 2018)
15. STT Interstitial 1 (interlude de la tournée jouée sur enregistrement)
16. Madness (extrait de The 2nd Law, 2012)
17. Mercy (extrait de Drones, 2015)
18. Time is Running Out (extrait de Absolution, 2003)
19. Houston Jam (un duo basse/batterie composé de courts passages de Futurism, Unnatural Selection et Micro Cuts
20. Take a Bow (extrait de Black Holes and Revelations, 2006)
21. Prelude (extrait de The 2nd Law, 2012)
22. Starlight (extrait de Black Holes and Revelations, 2006)
23. STT Interstitial 2 (interlude de la tournée jouée sur enregistrement)
24. Algorithm (extrait de Simulation Theory, 2018)
25. STT Interstitial 3 (interlude de la tournée jouée sur enregistrement) + Guitar Noise (courte introduction de bruits et d'effets à la guitare)
26. Metal Medley (medley composé d'extraits de Stockholm Syndrome, Assassin, ''Reapers, The Handler, New Born)
27. Man with a Harmonica + ''Knights of Cydonia (extrait de Black Holes and Revelations, 2006)

### Rotations
Undisclosed Desires (extrait de The Resistance, 2009) a été jouée après Dig Down quelquefois durant des concerts en stades durant la première partie de tournée Européenne.
Bliss (extrait de ''Origin of Symmetry, 2001) a été jouée après Hysteria a plusieurs reprises depuis la tournée Européenne et deux fois durant la tournée Sud-Américaine. The Void (extrait de Simulation Theory, 2018) a été jouée trois fois, après Dig Down, durant la deuxième partie de la tournée européenne. Showbiz (extrait de Showbiz, 1999) a été jouée après Hysteria durant la tournée sud-américaine à la suite d'une forte demande des fans. Elle est devenue une rotation à choisir avec Bliss pour les fans, Dominic Howard demandant au public quelle chanson il voulait entendre. La chanson recueillant le plus de cris et d'applaudissements serait jouée. Une fois sur trois, c'est Showbiz qui l'a emporté. La chanson a été jouée deux autres fois spontanément avant ce système de vote, durant la même partie de la tournée.